# Heidi Beutin

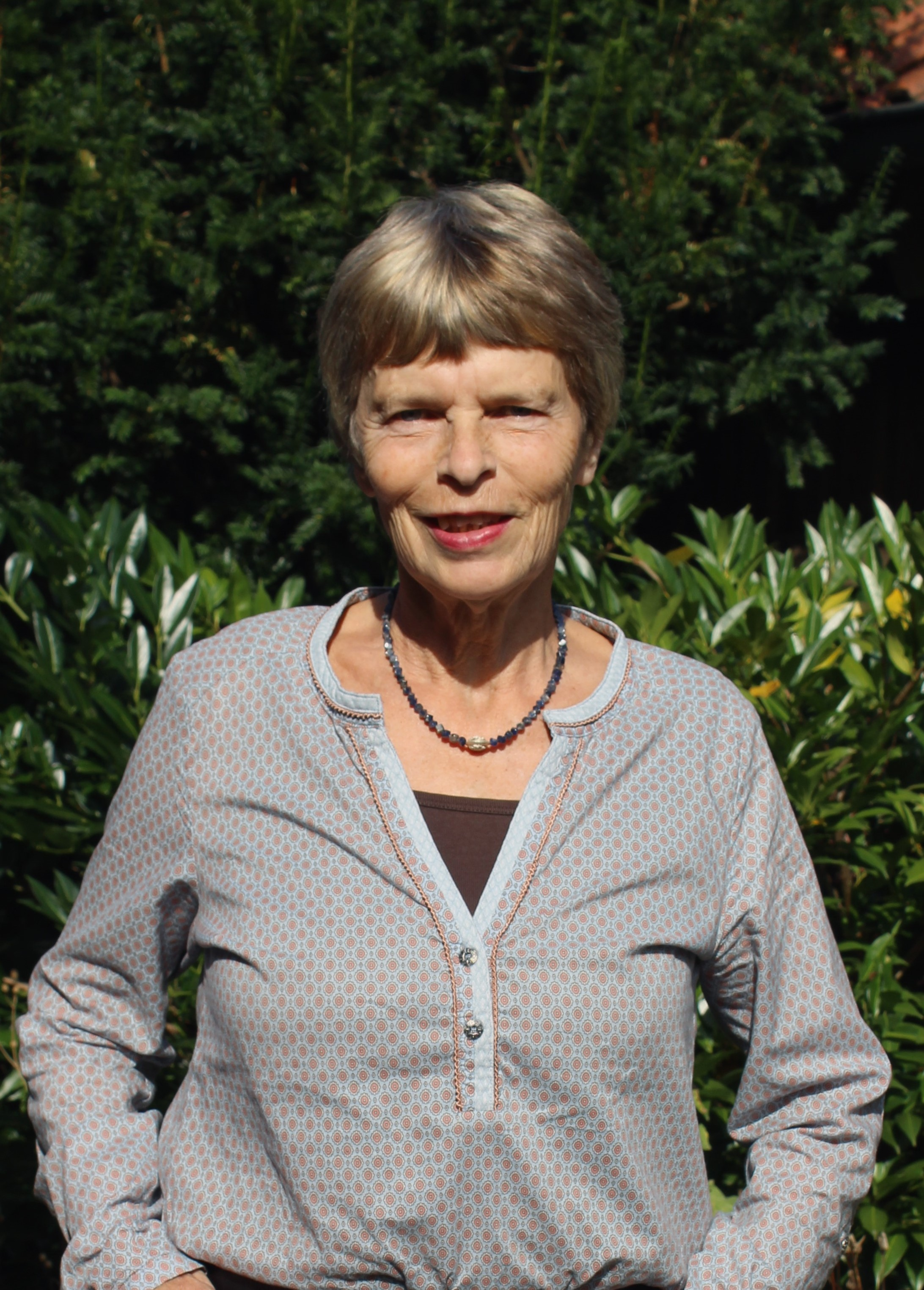
Heidi Beutin, 2020

Heidi Beutin, geborene Seifert (* 29. Juni 1945 in Hamburg), ist eine deutsche Wissenschaftspublizistin, Politikerin (Die Linke) und Gewerkschafterin.

## Ausbildung und Studium
Nach einer Kaufmannslehre war Heidi Seifert als kaufmännische Angestellte bei Tretorn und BP tätig. Während dieser Zeit machte sie ihr Abitur auf dem zweiten Bildungsweg. Anschließend studierte sie an der Universität Hamburg Politikwissenschaft und Germanistik. 1978 heiratete sie. Während des Studiums arbeitete sie bei dpa. Das Examen absolvierte Heidi Beutin im Jahre 1980.
Anschließend begann sie, als Wissenschaftspublizistin tätig zu sein. Zu den Hauptarbeitsfeldern von Heidi Beutin zählen Themen der Frauenbewegung und der Arbeiterbewegung sowie literaturwissenschaftliche Themen des Mittelalters und des 18. und 19. Jahrhunderts, u. a. zu Marie von Ebner-Eschenbach, Gerhard Anton von Halem, Lily Braun und Gertrud Bäumer. Sie ist Mitglied der Oswald von Wolkenstein-Gesellschaft und zweite Vorsitzende der Kurt-Hiller-Gesellschaft.
Beutin wohnt in Köthel im Kreis Stormarn in Schleswig-Holstein und war von 1978 bis zu seinem Tod 2023 mit dem Literaturwissenschaftler und Schriftsteller Wolfgang Beutin in dessen zweiter Ehe verheiratet. Ihr gemeinsamer Sohn Lorenz Gösta Beutin ist Politiker der Linkspartei.

## Politische Tätigkeit
Heidi Beutin war in der Deutschen Friedens-Union (DFU) und der Vereinigung der Verfolgten des Naziregimes (VVN) sowie in der Anti-AKW-Bewegung aktiv. 
Nachdem sie 2002/2003 Sympathisantin der PDS gewesen war, unterstützte Heidi Beutin Anfang 2004 die Initiative Arbeit & soziale Gerechtigkeit und wirkte aktiv an deren Aufbau vor Ort mit. Mitte 2006 wurde Beutin Mitglied in der Linkspartei.Schleswig-Holstein. Seit 2007 ist sie Sprecherin des Kreisverbandes Stormarn der LINKEN. Sie ist für ihre Partei Abgeordnete im Stormarner Kreistag.

## Schriften
Monographien
- mit Wolfgang Beutin: Der Löwenritter in den Zeiten der Aufklärung. Gerhard Anton von Halems Iwein-Version „Ritter Twein“. Ein Beitrag zur dichterischen Mittelalter-Rezeption des 18. Jahrhunderts (= Göppinger Arbeiten zur Germanistik. Band 595). Kümmerle, Göppingen 1994, ISBN 3-87452-837-5.
- „Als eine Frau lesen lernte, trat die Frauenfrage in die Welt“. Beiträge zum Verhältnis von Feminismus und Literatur anhand von Schriften Marie von Ebner-Eschenbachs, Lily Brauns, Gertrud Bäumers, Gerhard Anton von Halems, Christoph Martin Wielands und Jutta Heckers. 1990. 2. erweiterte Auflage: von Bocken, Hamburg 1995, ISBN 3-928770-44-6.
- mit Wolfgang Beutin: Rinnsteinkunst? Zur Kontroverse um die literarische Moderne während der Kaiserzeit in Deutschland und Österreich (= Bremer Beiträge zur Literatur- und Ideengeschichte. Band 44). Lang, Frankfurt am Main u. a. 2004, ISBN 3-631-52349-1.
- mit Wolfgang Beutin: Fanfaren einer neuen Freiheit – Deutsche Intellektuelle und die Novemberrevolution. Wbg Academic, Darmstadt 2018, ISBN 978-3-534-27045-3.

Herausgeberschaften
- mit Wolfgang Beutin, Bodo Brücher (Hrsg.): Nach Rückschlägen vorwärts. Im Streit für eine humane Welt. Lorenz Knorr zum 70. Geburtstag. VSA, Hamburg 1991, ISBN 3-87975-566-3.
- mit Wolfgang Beutin, Holger Malterer, Friedrich Mülder (Hrsg.): 125 Jahre Sozialistengesetz. Beiträge der öffentlichen wissenschaftlichen Konferenz vom 28.–30. November 2003 in Kiel (= Bremer Beiträge zur Literatur- und Ideengeschichte. Band 45). Lang, Frankfurt am Main u. a. 2003, ISBN 3-631-52341-6 (Rezension in Sehepunkte).
- mit Wolfgang Beutin, Ernst Heilmann (Hrsg.): Widerstand – gestern und heute. Beiträge der Konferenz vom 18.–20. April 2008 im Dokumentationszentrum Prora/Rügen (= Bremer Beiträge zur Literatur- und Ideengeschichte. Band 55). Lang, Bern, Frankfurt am Main u. a. 2009, ISBN 978-3-631-58850-5.
- mit Wolfgang Beutin, Heinrich Bleicher-Nagelsmann, Holger Malterer (Hrsg.): Die Frau greift in die Politik. Schriftstellerinnen in Opposition, Revolution und Widerstand (= Bremer Beiträge zur Literatur- und Ideengeschichte. Band 57). Lang, Frankfurt am Main u. a. 2010, ISBN 978-3-631-60395-6.
- mit Ralph Müller-Beck, Wolfgang Beutin (Hrsg.): „Das waren Wintermonate voller Arbeit, Hoffen und Glück …“ Die Novemberrevolution 1918 in Grundzügen (Bremer Beiträge zur Literatur- und Ideengeschichte. Band 58). Lang, Frankfurt am Main u. a. 2010, ISBN 978-3-631-60396-3.
- mit Wolfgang Beutin, Heinrich Bleicher-Nagelsmann, Herbert Schmidt, Claudia Wörmann-Adam (Hrsg.): Der Sturz in die Barbarei 1933. Antworten deutschsprachiger jüdischer Künstlerinnen und Künstler (= Talheimer Sammlung kritisches Wissen. Band 65). Talheimer, Mössingen 2011, ISBN 978-3-89376-142-5.
- mit Wolfgang Beutin, Heinrich Bleicher-Nagelsmann, Herbert Schmidt, Claudia Wörmann-Adam (Hrsg.): „Frauen sind dazu berufen, Utopien bewohnbar zu machen.“ Frauenbilder in Kunst und Literatur. Talheimer, Mössingen 2012 (Talheimer Sammlung kritisches Wissen, Band 67), ISBN 978-3-89376-147-0.
- Reihe Gewerkschaft, Gesellschaft und Kultur, seit 2015, zus. mit H.-E. Böttcher und U. Polkaehn.
- mit Wolfgang Beutin, Heinrich Bleicher-Nagelsmann u. a. (Hrsg.): „Reich der Notwendigkeit – Reich der Freiheit“. Arbeitswelten in Literatur und Kunst. Talheimer, Mössingen 2018 (Talheimer Sammlung kritisches Wissen, Band 80), ISBN 978-3-89376-174-6.
- mit Hans-Ernst Boettcher, Uwe Polkaehn: Vom Widerstand und seinen Formen (1933-1945), Ossietzky-Verlag, Dähre, ISBN 978-3-944545-18-9.
- mit Wolfgang Beutin, Heinrich Bleicher-Nagelsmann u. a. (Hrsg.): "Widerstand ist nichts als Hoffnung". Widerständigkeit für Freiheit, Menschenrechte, Humanität und Frieden, Talheimer, Mössingen 2021 (Talheimer Sammlung kritisches Wissen, Band 80), ISBN 978-3-89376-190-6.

Aufsätze und Beiträge
- mit Wolfgang Beutin: Für Frieden und Abrüstung. In: Heidi Beutin, Wolfgang Beutin, Bodo Brücher (Hrsg.): Nach Rückschlägen vorwärts. Im Streit für eine humane Welt. Lorenz Knorr zum 70. Geburtstag. VSA, Hamburg 1991, ISBN 3-87975-566-3, S. 48–58.
- Gerhard Anton von Halems Epos „Adelheid von Burgund“. In: Günter Hartung (Hrsg.): Außenseiter der Aufklärung. Internationales Kolloquium, Halle a. d. Saale, 26.–28. Juni 1992 (= Bremer Beiträge zur Literatur- und Ideengeschichte. Band 14). Lang, Frankfurt am Main u. a. 1995, S. 33–41.
- „Frau, Frauenliteratur, Weiblichkeit, Feminismus“. Zur Begrifflichkeit älterer und neuerer mediävistischer Forschung. In: Sieglinde Hartmann, Ulrich Müller (Hrsg.): Jahrbuch der Oswald-von-Wolkenstein-Gesellschaft. Band 12. Frankfurt am Main 2000, S. 83–93.
- „Der ich komm' aus dem Hussitenlande“. Tradition, Revolution und Demokratie in der Gedankenwelt von Moritz Hartmann. In: Johann Dvořák (Hrsg.): Radikalismus, demokratische Strömungen und die Moderne in der österreichischen Literatur (= Bremer Beiträge zur Literatur und Ideengeschichte. Band 43). Lang, Frankfurt am Main u. a. 2003, S. 87–105.
- „Noch heute steigt mir das Blut zu Kopfe, gedenke ich jener Zeiten.“ Alltag und Mentalität unter den Bedingungen eines Ausnahmegesetzes: Julie und August Bebel in ihrem Briefwechsel. In: Heidi Beutin, Wolfgang Beutin, Holger Malterer, Friedrich Mülder (Hrsg.): 125 Jahre Sozialistengesetz. Beiträge der öffentlichen wissenschaftlichen Konferenz vom 28.–30. November 2003 in Kiel (= Bremer Beiträge zur Literatur- und Ideengeschichte. Band 45). Lang, Frankfurt am Main u. a. 2003, ISBN 3-631-52341-6, S. 157–181.
- Beiträge über Marie von Ebner-Eschenbach, Hildegard von Bingen, Mechtilde Lichnowsky und Mechtild von Magdeburg in: Bernd Lutz, Benedikt Jeßing (Hrsg.): Metzler-Autoren-Lexikon. 3. Auflage. Stuttgart 2004.
- Österreichische Dramatiker auf Berliner Bühnen um 1900 in der Kritik Franz Mehrings. In: Johann Dvořák (Hrsg.): Aufklärung, Demokratie und die Veränderung der gesellschaftlichen Verhältnisse. Texte über Literatur und Politik in Erinnerung an Walter Grab (1919–2000). Lang, Frankfurt/Main u. a. 2011 (Bremer Beiträge zur Literatur- und Ideengeschichte, Band 61), ISBN 978-3-631-55292-6, S. 105–117.
- Selbstentwurf einer politischen Frau. Die „Memoiren einer Idealistin“ (1876) von Malwida von Meysenbug. In: Heidi Beutin, Wolfgang Beutin, Heinrich Bleicher-Nagelsmann, Herbert Schmidt, Claudia Wörmann-Adam (Hrsg.): „Frauen sind dazu berufen, Utopien bewohnbar zu machen.“ Frauenbilder in Kunst und Literatur. Talheimer, Mössingen 2012 (Talheimer Sammlung kritisches Wissen, Band 67), ISBN 978-3-89376-147-0, S. 94–117.
- Engagierte Autoren in der Revolution in Bayern In: Ian King (Hrsg.): Schreiben und die Welt bewegen? Engagierte Autoren – eine kurze Bilanz. Dokumentation der Jahrestagung 2019. Verlag Ille & Riemer, Leipzig 2020 (Schriftenreihe der Kurt-Tucholsky-Gesellschaft, Bd. 12), ISBN 9783954200429, S. 66–95.